# リンダ リンダ リンダ
『リンダ リンダ リンダ』は、山下敦弘監督による日本映画。

## 概要
映画プロデューサーの根岸洋之によるストーリー企画が、第1回日本映画エンジェル大賞（角川出版映像事業振興基金信託）を受賞し（ちなみに、受賞当時の企画名は『ブルハザウルス17』）、映画製作がスタートした。
当初の企画では、留年した中島田花子が主役であった。ギャルバンがライブハウスで演奏合戦、という設定もあった。企画が行き詰まったときに、山下監督が『ほえる犬は噛まない』のペ・ドゥナをふと思い出し、映画祭で会ったことのあるポン・ジュノのコネによって出演が決まったという。ペ･ドゥナは、同監督の『リアリズムの宿』のファンであった。なお、企画の初期段階では木村カエラ主演案もあり、彼女の名も、協力者としてクレジットされている。
撮影は2004年9月9日に開始され、ほぼ全てが群馬県高崎市と前橋市で行われた。また、舞台となる高校の撮影場所は、現在では旧校舎となった前橋工業高校（群馬県前橋市岩神町2－23－22）である。ほか、県内の音楽センターなども使用された。フィルム・コミッションの利点が最大限に発揮された作品のひとつであるといえる。
劇中に登場する、主人公たちのバンド「パーランマウム」（PARANMAUM、파란 마음、韓国語で青い心=BLUE HEARTS）は、ユニバーサルミュージックよりCDもリリースされた。
映画雑誌の『映画芸術』で2005年の邦画ベストランキングで1位を獲得している。同じく映画雑誌の『キネマ旬報』による第79回キネマ旬報ベスト・テンでは日本映画ベスト・テンで6位、読者選出日本映画ベスト・テンで3位に選出された。
また、この作品の演技で香椎由宇が第29回山路ふみ子映画賞新人女優賞を受賞した。　

## 4K版
公開20周年を迎えて、4K デジタルリマスター版が、2025年6月に『リンダ リンダ リンダ 4K』としてニューヨークのトライベッカ映画祭でワールド・プレミア上映され、第27回上海国際映画祭ではアジア・プレミア上映が行われた。8月22日からは国内でリバイバル公開される。9月にはニューヨークとロサンゼルスを皮切りにアメリカで劇場公開され、中国、韓国、台湾、シンガポールなどで配給が決定している。

## あらすじ
とある地方都市の高校。文化祭を数日後に控えたある日、軽音楽部所属の5人組のガールズバンドがギターの骨折を発端に分裂してしまう。ギター、ボーカルがバンドを離れたが、ステージに立つことを諦めなかった恵、響子、望の3人。 彼女たちは、たまたま目の前を通りかかった韓国からの留学生ソンをボーカルとして引きいれる。ソンは、文化祭で日韓交流に関する出し物をするため一人で準備をしているところだった。
THE BLUE HEARTS の曲をカバーすることになった 4 人。日本語が拙いソンもカラオケで歌の練習を始める。当初、彼女たちの演奏は笑ってしまうほどお粗末なものだったが、練習を重ねるにつれて次第に息が合っていく。ライブ本番前の数日間、4 人は練習の合間に、料理を作ったりお互いの恋愛の話をしたりなどして仲を深めていく。
ライブ前日に夜通しで練習をした 4 人は、当日の練習中に疲れで眠りこんでしまう。彼らが目を覚ました時、4 人の演奏時間は既に始まっていた。土砂降りの中、体育館のステージに急ぐ 4 人。びしょ濡れになりながらも、残り時間僅かのところで到着。体育館は雨を逃れて集まってきた生徒や教師で溢れかえっていた。 ステージに立つ 4 人。深く呼吸するソン。彼らの演奏が始まろうとしていた。

## キャスト
ソン：ペ・ドゥナ
韓国から来た留学生。制服のスカートが長い。バンドに誘われるまではいつも一人でいたり、小学生の女の子（美佐子：南川ある）と漫画をよく読んでいた。適当に返事をする癖がある（恵に「バンドやらない?」と言われたときにすぐに「はい!」と引き受けるところなど）。他人の恋愛話が大好き。バンドではボーカル担当。血液型はB型。
山田響子：前田亜季
いつもニコニコしている。友達が多い。高校生活をめいっぱい楽しみたいタイプ。同じクラスの大江一也に片想いをしている。兄が1人の普通の家庭に育つ。山田という苗字に少しだけコンプレックスがある。人と目が合うと笑ってしまう。携帯をいじっていることが多い。バンドではドラム担当。血液型はA型。
立花恵：香椎由宇
負けず嫌いですぐにムキになる性格。下級生に怖れられている。しかし、心根は他の人よりは人一倍優しい。年上の前園トモキと付き合っていた。恋愛経験豊富に見えるが、実はそうでもない。一緒にバンドを始めた丸本凛子とは近親憎悪の仲。バンドではキーボード担当だったが、文化祭での演奏では渋々ながらギターを担当することになった。血液型はO型。
白河望：関根史織（Base Ball Bear）
口数が少ない。滅多にはしゃいだりしないが、たまに熱いセリフを吐く。クールに見えて、肝心な時にヌケているところがある。4人の中では一番音楽に精通している。2DKの団地に家族5人暮らし。家事担当。料理の味付けが濃い。バンドでは現実のBase Ball Bearと同じくベース担当。血液型はAB型。

### その他の人達
- 丸本凛子：三村恭代
- 今村萠：湯川潮音
- 中島田花子：山崎優子（ME-ISM）
- 小山先生：甲本雅裕
- 槙原裕作：松山ケンイチ
- 大江一也：小林且弥
- 阿部友次：小出恵介
- 前園トモキ：三浦誠己
- 恵の母：りりィ
- 中山先生：藤井かほり
- 響子の兄：近藤公園
- 監督・石川：三浦哲郁
- ピエールさん：ピエール瀧
- スタジオQの店員：山本浩司
- カラオケの店長：山本剛史

## スタッフ
- 監督：山下敦弘
- 脚本：向井康介、宮下和雅子、山下敦弘
- 製作者：大島満、定井勇二、高野健一
- 製作賛助：角川出版事業振興基金信託
- 製作支援：プロデューサーズアカデミア
- プロデューサー：根岸洋之、定井勇二
- ラインプロデューサー：大里俊博
- バンドプロデュース：白井良明
- 主題歌：THE BLUE HEARTS
「終わらない歌」
- 挿入曲：
THE BLUE HEARTS
「リンダリンダ」「僕の右手」
Base Ball Bear
「April Mirage」「SAYONARA-NOSTALGIA」
- 音楽：ジェームス・イハ（元スマッシング・パンプキンズ）
- 監督補：大崎章
- 助監督：近藤有希、小林聖太郎、木ノ本豪
- エキストラ担当：元木隆史、三好保洋
- 撮影：池内義浩
- 撮影助手：近藤龍人
- 照明：大坂章夫
- 録音：郡弘道
- 美術：松尾文子、磯見俊裕
- 特写：東野翠れん
- 演出部応援：武正晴
- 音響効果：斉藤昌利
- 特殊造型：原口智生、森田誠
- 脚本協力：高橋洋、島田元
- 現像：IMAGICA
- スタジオ：日活撮影所
- メイキング製作：MUSIC ON! TV
- メイキングディレクター：JFKK（HYDP）
- 協力：高崎フィルム・コミッション、ESP、ローランド、パール楽器、高崎市、FMぐんま　ほか
- 企画：COVERS&Co.
- 製作プロダクション：COVERS&Co.、ビターズ・エンド

## その他
- 長回しが多用されている。冒頭では幾つもの教室の文化祭の準備風景を順番に廻る形で移動カメラを用いて撮影している。
- 後日談も考えられていて、望は福祉関係の学校に入り、その関係の仕事に就く、となっていた。また演奏後、バンドの4人は親友関係になるというほどでもなく、ソンが帰国するときに見送りに行くのは恵だけ、だという。
- アメリカのパンクバンド「リンダ・リンダズ」(The Linda Lindas)のバンド名は、本作が由来である[4][5]。

## 関連商品

### DVD
- 『リンダ リンダ リンダ』（2006年2月22日、バップ）

### CD
- 『映画「リンダ リンダ リンダ」オリジナル・サウンドトラック』（2005年7月20日、ユニバーサルミュージック）
- パーランマウム 「we are PARANMAUM」（2005年7月20日、ユニバーサルミュージック）

### 書籍
- ガイドブック
  - 『リンダリンダリンダ』パートナーズ 監修『リンダ リンダ リンダ オフィシャルブック』（2005年、太田出版） - ISBN 4-87233-970-3。
- ノベライズ
  - 向井康介『リンダ リンダ リンダ』（2005年、竹書房文庫） - ISBN 4-8124-2233-7。